# Arabesques (Gogol)
Pour les articles homonymes, voir Arabesques.

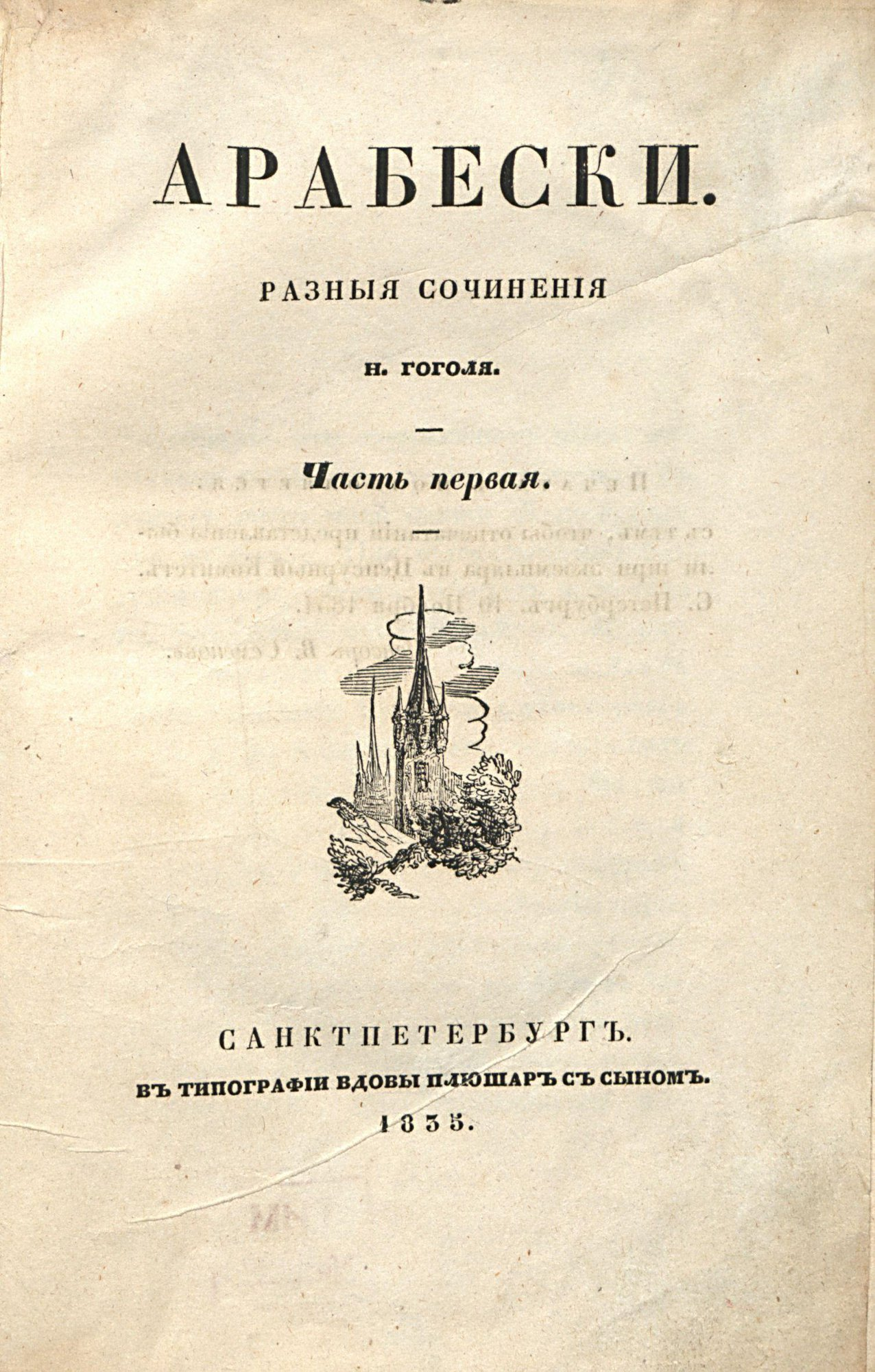
Page de titre de l'édition originale dArabesques (1835)

Arabesques est un recueil de nouvelles et d'autres textes de Nikolaï Gogol publié en deux volumes dans la première moitié du mois de janvier 1835.
Le recueil est très diversifié dans son contenu, Gogol, en plus des nouvelles y inclut des notices historiques, ses vues sur la pédagogie et ses critiques littéraires et artistiques. Dans l'article Quelques mots sur Pouchkine, Gogol exprime une opinion personnelle sur Pouchkine. Alors que la plupart des critiques littéraires se sont détournés de Pouchkine ou dénigrent son travail de manière unilatérale, Gogol le considère comme un grand poète national russe. Dans le Traitement de l'esthétique romantique, Gogol décrit les défis auxquels fait face la littérature russe et dans l'article Sur les petites chansons russes, Gogol définit l'art populaire comme étant une expression de la vie et de la conscience nationale.

## Contenu

### Première partie
- Préface (1835)
- Sculpture, peinture et musique (1835)
- À propos du Moyen Âge (1834)
- Le chef du roman historique (1835)
- Sur l'enseignement de l'histoire du monde (1834)
- Le Portrait (nouvelle)
- Un regard sur la rédaction / l'élaboration[Quoi ?] de la Ruthénie (extrait de l'Histoire de la Petite-Russie[1], Volume I, livre I, chapitre 1) (1834)
- Quelques mots sur Pouchkine (1835)
- Sur l'architecture de l'époque actuelle (1835)
- Al-Mamun (1835)

### Deuxième partie
- Vie (1835)
- Schletzer, Miller et Herder (1835)
- La Perspective Nevski (Nevsky Prospect) (1835)
- À propos des chansons de Petite Russie (1834)
- Réflexions sur la géographie (Quelques réflexions sur l'enseignement de la géographie aux enfants) (1831)
- Les Derniers Jours de Pompéi (1835)
- Le Prisonnier (bandouriste sanglante) (1835)
- Sur le mouvement des peuples à la fin du Ve siècle (1835)
- Le Journal d'un fou (1835)